# Simon von Solms (Domherr, † 1384)
Simon von Solms (* im 14. Jahrhundert; † 14. Mai 1384) war Domherr in Münster.

## Leben
Simon von Solms entstammte dem Hochadelsgeschlecht Solms und war der Sohn des Grafen Heinrich zu Solms, genannt von Ottenstein († 1353), und dessen Gemahlin Sophia von Ahaus († 1358), Tochter des Otto von Ahaus-Ottenstein. Sein Bruder Johann war in Zwist mit dem Hochstift Münster, der 1395 in der münsteranischen Belagerung der vom Vater erheirateten Burg Ottenstein gipfelte, die ein Jahr andauerte und schließlich zur Gefangensetzung des Solmser Grafen und dem Verlust der Burg führte. Seine Schwester Lisa war Äbtissin in Nottuln, sein Bruder Heinrich Dompropst und Otto Domherr in Münster. Sein gleichnamiger Onkel Simon war Domdechant in Köln. Als münsterscher Domherr wird Simon erstmals am 16. Oktober 1340 urkundlich genannt. Über seinen weiteren Lebensweg gibt die Quellenlage keinen Aufschluss.